# Zoè Porfirogènita
Zoè Porfirogènita -Ζωή- (vers 978 - juny del 1050) fou emperadriu romana d'Orient legítima del 1028 al 1050, ja que era filla de l'anterior emperador, Constantí VIII, i d'Helena, la seva esposa, però va preferir deixar els afers d'estat en els seus successius marits Romà III, Miquel IV i Constantí IX. Durant un breu període, i per aclamació popular, va ser coemperadriu amb la seva germana menor Teodora.

## Joventut
Zoè i la seva germana Teodora van ser de les poques emperadrius que portaven el títol de Porfirogènita. Era la segona filla de Constantí VIII i la seva muller, Helena. El 1001 va arribar una ambaixada per triar esposa per a l'emperador d'Occident Otó III. De les tres filles de Constantí VIII, la primera, Eudòxia, estava desfigurada per la verola, mentre que la menor era poc atractiva, així que es van decidir per Zoè. El gener del 1002 Zoè va salpar en un vaixell, acompanyada de l'arquebisbe Arnulf; en arribar a Milà, els van donar la notícia que Otó havia mort de manera sobtada i va haver d'emprendre el viatge de tornada. El 1028 va arribar una altra proposta de matrimoni, però el pare la va refusar quan va saber que el pretendent, Enric, el fill de l'emperador d'Occident, Conrad II, només tenia deu anys.
Basili II va recomanar a les seves nebodes que evitessin casar-se amb cap noble romà d'Orient, en previsió que els marits volguessin usurpar-li el tron. Constantí VIII va morir el 15 de novembre del 1028, després de tres anys de regnat en solitari i molts més de coemperador amb Basili II. Poc abans va fer cridar el prefecte de Constantinoble i li va proposar que es casés amb la seva filla Teodora, en la intel·ligència de la qual confiava, i que tots dos el succeïssin. El prefecte va obligar la seva esposa a fer-se monja per complir amb el desig de l'emperador, però Teodora no va acceptar l'enllaç i qui es va casar amb ell i va succeir el pare va ser Zoè. El matrimoni es va celebrar el 12 de novembre del 1028 (tres dies abans de morir); ell va pujar al tron amb el nom de Romà III i ella, com que ja tenia uns 50 anys, no va poder tenir fills.

## Del 1028 al 1042
Zoè tenia enveja de la seva germana Teodora perquè el pare l'havia preferida per a la successió. Zoè va persuadir el seu marit de nomenar un home de confiança com a majordom de palau amb l'encàrrec d'espiar Teodora. Poc després, l'any 1031, Teodora va ser acusada de conspirar per usurpar el tron, primer amb Pressian II de Bulgària i després amb Constantí Diògenes, l'arcont de Sírmium. Com a càstig, va enviar Teodora al convent de Petrion; més tard, la va visitar i la va forçar a prendre els hàbits.
Per altra banda, Zoè es va obsessionar a tenir descendència i no va dubtar a recórrer a encanteris, amulets i pocions suposadament miraculoses. Romà, que no s'havia casat amb ella per amor, la va acabar avorrint, mentre que ella estava enamorada d'un cortesà anomenat Miquel, germà del ministre principal, Joan l'Eunuc. Es remorejava que Zoè li havia promès substituir-lo pel seu marit, cosa que va arribar a oïment de Romà i va cridar Miquel, però ell ho va negar tot.
L'11 d'abril del 1034, Romà fou trobat mort al bany i es va sospitar (amb molta probabilitat) de la intervenció de Zoè i del seu amant. El mateix dia, Zoè va decidir casar-se amb Miquel i ho va anunciar al senat l'endemà; el marit va esdevenir l'emperador Miquel IV. Fou un bon espòs, però va tenir allunyada la seva dona del poder per decisió de Joan l'Eunuc. Zoè va intentar eliminar Joan, sense èxit, el 1037 o 1038.
Cap al 1041 era obvi que Miquel IV s'estava morint; llavors Joan l'Eunuc, ansiós perquè el govern quedés en les seves mans, va insistir que la parella adoptés el fill de la germana de Miquel, que també es deia Miquel. Portava una vida molt desordenada i escandalosa i, de fet, Miquel estava a punt de desheretar-lo, però finalment el desembre de 1041, el va nomenar emperador amb el nom de Miquel V. El poble el detestava i els nobles demanaven que fos Zoè qui assolís el poder. El primer que va fer el nou emperador fou desterrar Zoè i Joan l'Eunuc, i va fer també altres actes imprudents. A l'abril, va esclatar una revolta popular en què els rebels assaltaren el palau imperial. Una delegació de nobles va anar a cercar Teodora per assolir el tron amb la seva germana; ella va acceptar a contracor. Immediatament, Miquel va fugir i es va refugiar al monestir de Studa, on estava el seu oncle Constantí i ambdós van agafar l'hàbit monàstic. Zoè i la seva germana Teodora foren proclamades coemperadrius el 21 d'abril del 1042.

## Els darrers anys

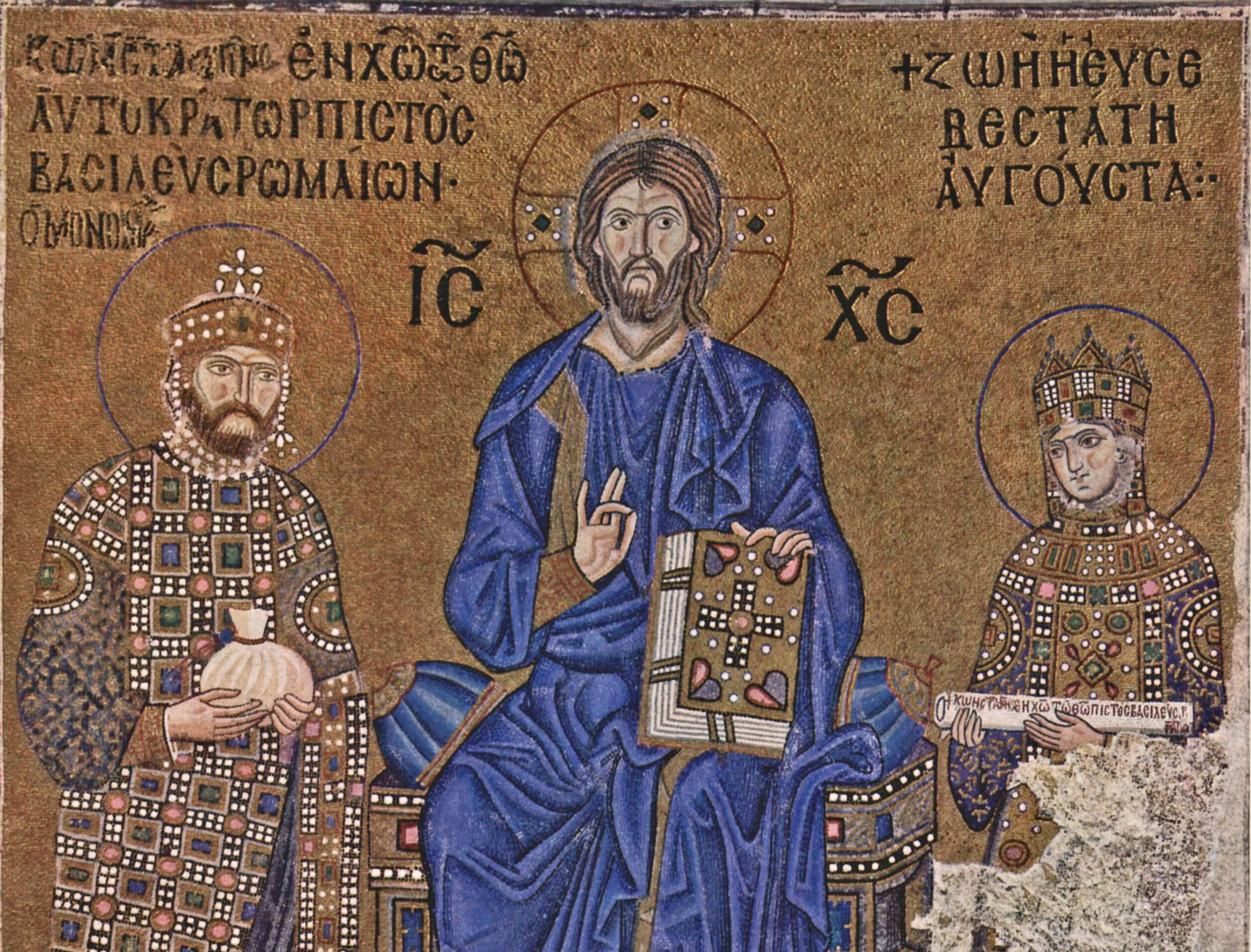
Mosaic amb la imatge de Zoè i el seu tercer marit, Constantí IX, amb Crist entre tots dos

Zoè seguia gelosa de la seva germana i, encara que feien un esforç per estar juntes en els actes públics, la tibantor entre ambdues es va fer perillosa, i es formaren dos bàndols entre els partidaris d'una i l'altra. Zoè era el tipus de dona que podria esgotar un mar ple d'or en un sol dia, mentre que els diners per la remuneració i les despeses de l'exèrcit els desviava als qui l'afalagaven, i això enfurismava la seva germana. A Zoè, li avorrien els afers d'estat i va decidir de cercar un tercer marit en qui confiar-los. La primera opció va ser Constantí Dalassè, que havia estat home de confiança del seu pare, però va veure que ell sentia desgrat cap a ella i va abandonar la idea. La seva segona opció va ser Constantí Atroklines, un oficial de la cort, amb qui corria el rumor que havien estat amants durant el regnat de Romà III, però ell va morir en circumstàncies misterioses pocs dies abans de la cerimònia, possiblement enverinat per la seva anterior esposa. Finalment, es va decidir per Constanti Monòmac i l'11 de juny del 1042 Zoè es va casar amb ell. Amb l'acord de la seva germana Teodora, Zoè va lliurar l'administració de l'imperi a Constantí IX, conservant el títol totes dues.
Constantí es va endur amb ell la seva amant de feia anys, Maria Escleros. No content de portar-la a la cort, va insistir que se li permetés compartir públicament la seva vida amb ella i, a més, que tingués algun reconeixement oficial. Sorprenentment, Zoè, de 64 anys, no es va oposar a compartir el seu llit i el seu tron amb Escleros. Les germanes van concedir a Escleros el títol de sebast i li van donar el tercer rang en el protocol, després de Zoè i Teodora. Als ulls del públic això era un escàndol, i van començar a sentir-se rumors que Escleros estava planejant assassinar Zoè i Teodora. Fins i tot, hi va haver una revolta entre els ciutadans de Constantinoble l'any 1044, que gairebé van arribar a atacar Constantí mentre participava en una processó religiosa. La multitud només es va calmar quan Zoè i Teodora van sortir al balcó del palau per assegurar al poble que no hi havia cap perill.
Zoè va morir el juny del 1050.